# 10 fenigów gdańskich 1932
10 fenigów gdańskich 1932 – moneta dziesięciofenigowa, wprowadzona do obiegu 12 lipca 1932 r. rozporządzeniem Senatu Wolnego Miasta Gdańska z 6 lipca 1932 r. Była w obiegu do końca II wojny światowej.

## Awers
Na tej stronie umieszczono nominał 10, pod nim napis „•Pfennig•”, poniżej „Freie Stadt”, a pod nim „Danzig” (pol.: 10 Fenigów Wolne Miasto Gdańsk).

## Rewers
Na tej stronie umieszczono dorsza na falach, a na samym dole rok 1932.

## Nakład
Monetę bito w mennicy w Berlinie, w mosiądzu, na krążku o średnicy 21,5 mm, masie 3,5 grama, z rantem gładkim. Autorem projektu był E.Volmar. Nakład monety wyniósł 5 000 000 sztuk.

## Opis
Projekt monety jest zbliżony do projektu pięciofenigówki gdańskiej z 1932 r.
Moneta zastąpiła w obiegu dziesięciofenigówkę gdańską wzoru 1923.
Zarządzeniem z dnia 24 października 1939 r. monecie nadano moc prawną monety Rzeszy, zrównując jej wartość z niemiecką dziesięciofenigówką.